# Luke Bracey
Luke Bracey (Sydney, 1989. április 26. –) ausztrál színész.
Olyan filmekben játszott, mint a Csajok Monte Carlóban, a G.I. Joe: Megtorlás, a November Man, a Holtpont és A fegyvertelen katona. Szerepelt az Otthonunk című televíziós sorozatban.

## Pályafutása
Először a 2011-es Csajok Monte Carlóban című filmben tűnt fel, majd Aaront alakította a Táncakadémiában. Bracey játszotta Kobra parancsnokot a G.I. Joe: Megtorlás (2013) című sci-fi akciófilmben, Joseph Gordon-Levitt véve át a szerepet. Főszerepet játszott a 2014-es November Man és a Vissza hozzád című filmekben, utóbbi Nicholas Sparks azonos című regénye alapján készült. 2015-ben a Holtpont című filmben tűnt fel, mint Johnny Utah FBI-ügynök.
2013 márciusában leszerződött az ABC-s Westside című drámájának főszerepére, amelyet McG készített, Ilene Chaiken közreműködésével. A próbaepizódból végül nem készült sorozat.
Játszott az Otthonunk drámasorozatban.

## Filmográfia

### Film
| Év   | Magyar cím            | Eredeti cím                          | Szerep                           | Magyar hang   |
| ---- | --------------------- | ------------------------------------ | -------------------------------- | ------------- |
| 2011 | Csajok Monte Carlóban | Monte Carlo                          | Riley                            | Nagy Ervin    |
| 2012 |                       | American Dream                       | Scott                            |               |
| 2013 | G.I. Joe: Megtorlás   | G.I. Joe: Retaliation                | Kobra parancsnok                 |               |
| 2014 | November Man          | The November Man                     | David Mason                      | Szabó Máté    |
| 2014 | Vissza hozzád         | The Best of Me                       | Dawson Cole fiatalon             | Fehér Tibor   |
| 2015 |                       | Me Him Her                           | Brendan                          |               |
| 2015 | Holtpont              | Point Break                          | Johnny 'Utah' Brigham FBI ügynök | Szabó Máté    |
| 2016 | A fegyvertelen katona | Hacksaw Ridge                        | 'Smitty' Ryker                   | Hevér Gábor   |
| 2019 |                       | Danger Close: The Battle of Long Tan | Bob Buick őrmester               |               |
| 2019 |                       | Lucky Day                            | 'Red'                            |               |
| 2020 | Alkalmi randevú       | Holidate                             | Jackson                          | Fehér Tibor   |
| 2021 |                       | Violet                               | Red                              |               |
| 2022 | Az elfogás            | Interceptor                          | Alexander                        | Király Attila |
| 2022 | Elvis                 | Elvis                                | Jerry Schilling                  | Mészáros Béla |
| 2023 | Talán igent mondok    | Maybe I Do                           | Allen                            | Fehér Tibor   |
| 2023 | A nagy ők             | One True Loves                       | Jesse                            | Szabó Máté    |

### Televízió
| Év   | Magyar cím          | Eredeti cím             | Szerep       | Megjegyzések      |
| ---- | ------------------- | ----------------------- | ------------ | ----------------- |
| 2009 | Otthonunk           | Home and Away           | Trey Palmer  | visszatérő szerep |
| 2010 | Táncakadémia        | Dance Academy           | Aaron        | 3 epizód          |
| 2013 |                     | Westside                | Chris Carver | próbaepizód       |
| 2020 | Kis tüzek mindenütt | Little Fires Everywhere | Jamie Caplan | 3 epizód          |

## Fordítás
- Ez a szócikk részben vagy egészben  a   Luke Bracey című angol Wikipédia-szócikk ezen változatának fordításán alapul.  Az eredeti cikk szerkesztőit annak laptörténete sorolja fel. Ez a jelzés csupán a megfogalmazás eredetét és a szerzői jogokat jelzi, nem szolgál a cikkben szereplő információk forrásmegjelöléseként.